# جووانی سگانتینی
جووانی سگانتینی(به ایتالیایی: Giovanni Segantini) (۱۵ ژانویه ۱۸۵۸–۲۸ سپتامبر ۱۸۹۹) نقاش ایتالیایی بود که بیشتر به خاطر چشم‌اندازهای روستایی بزرگی که از مناظر آلپ می‌کشید مشهور است. او در آثار اواخر عمرش به تلفیقی از تفکیک‌گری و نمادگرایی دست یافت. از آثار مهمش کیفر شهوت را می‌توان نام برد.

## نگارخانه

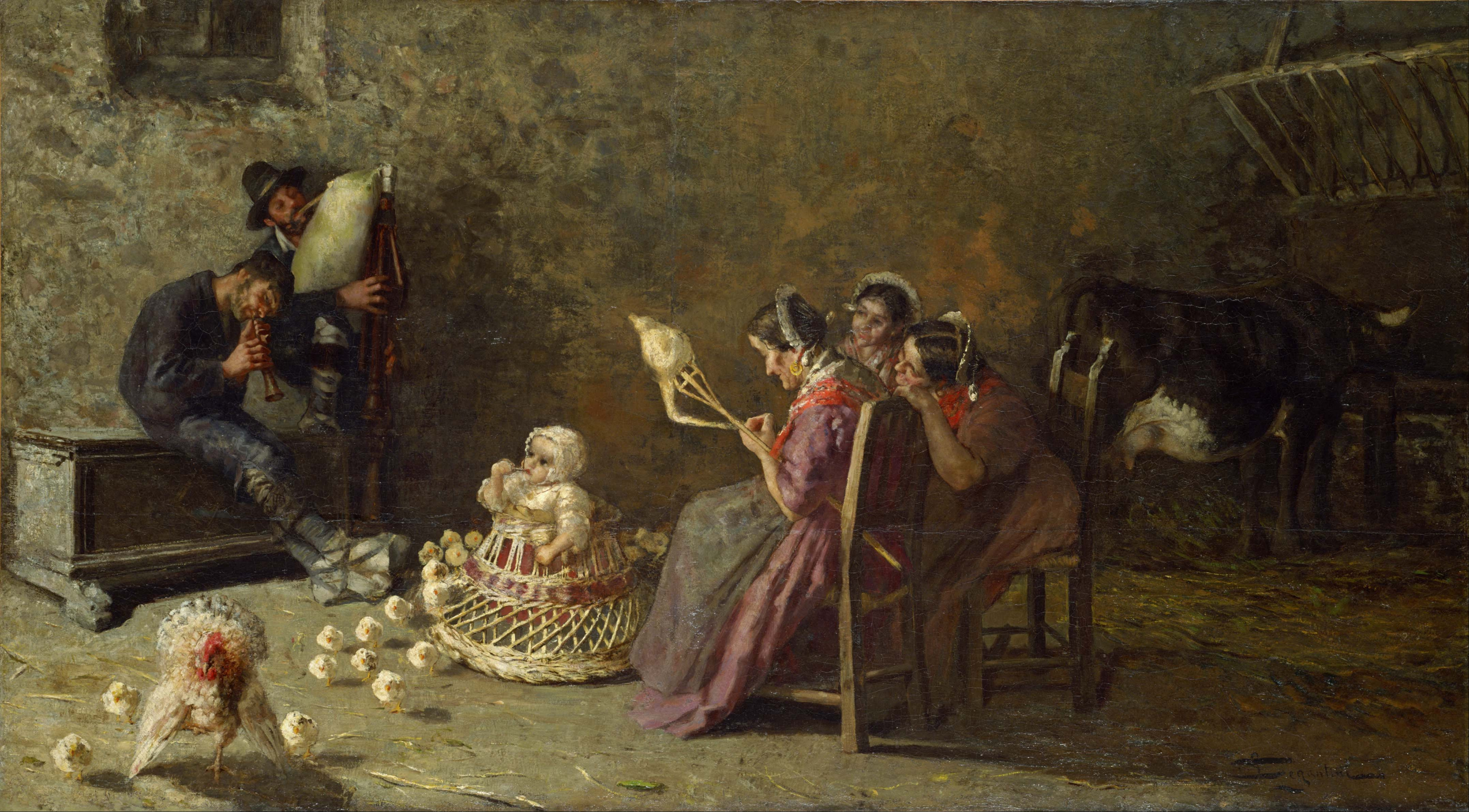
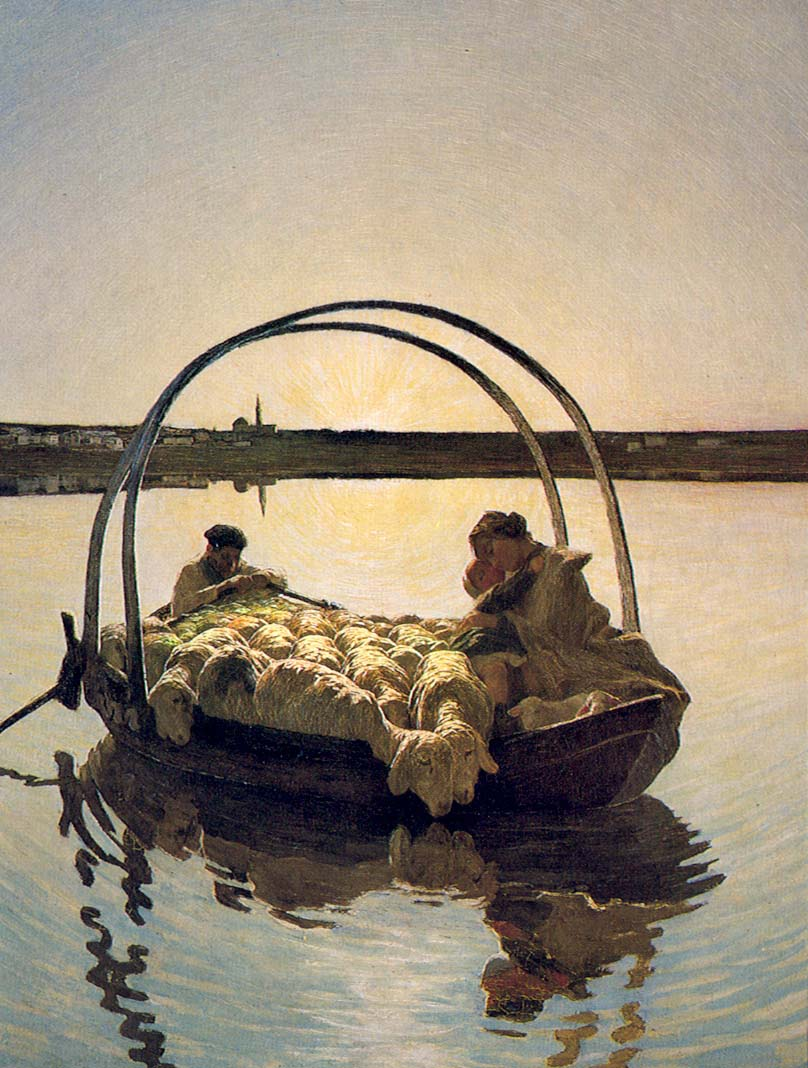
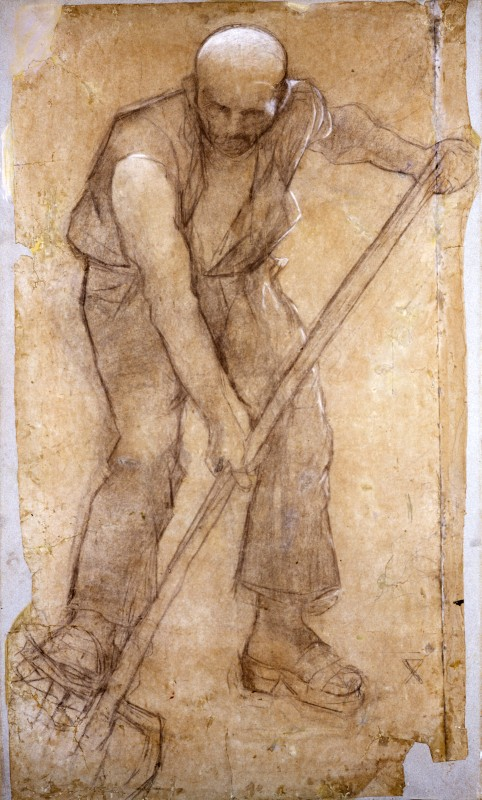
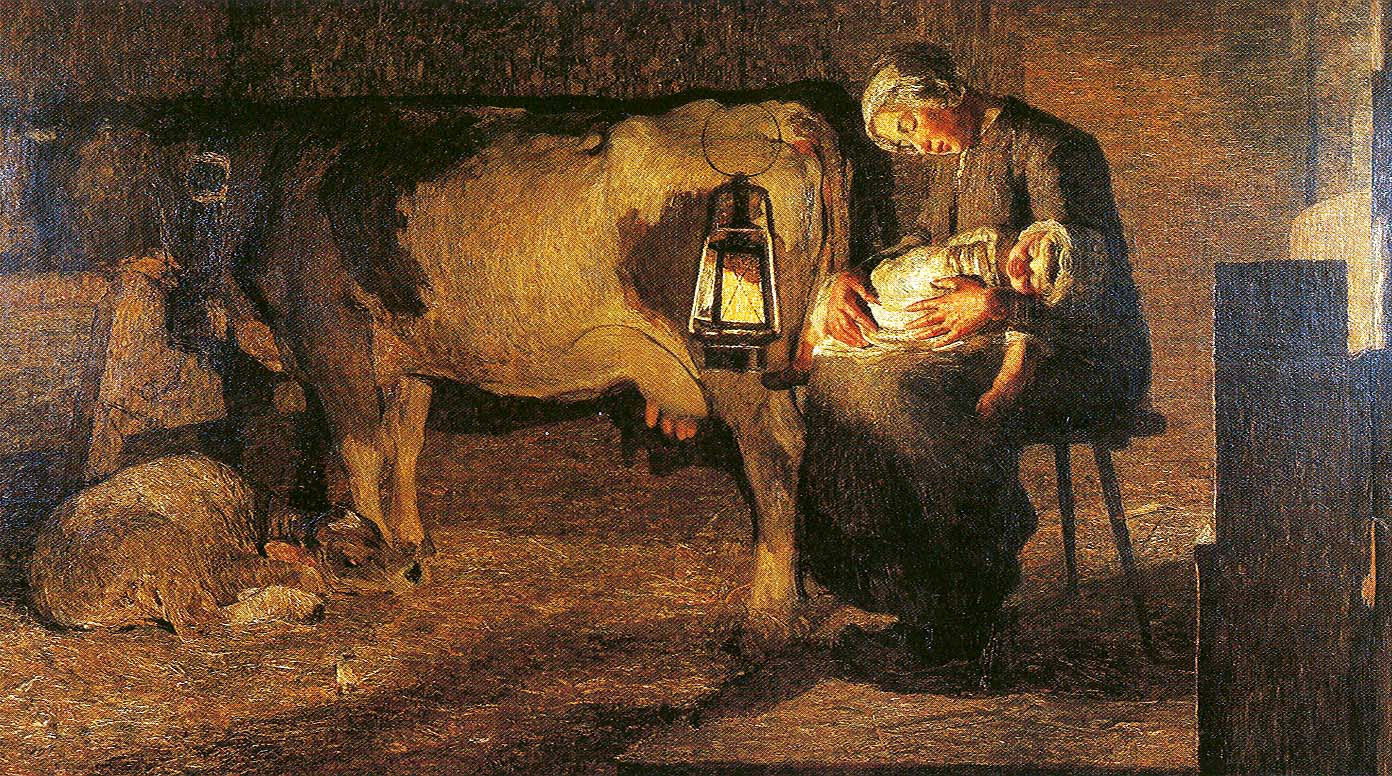
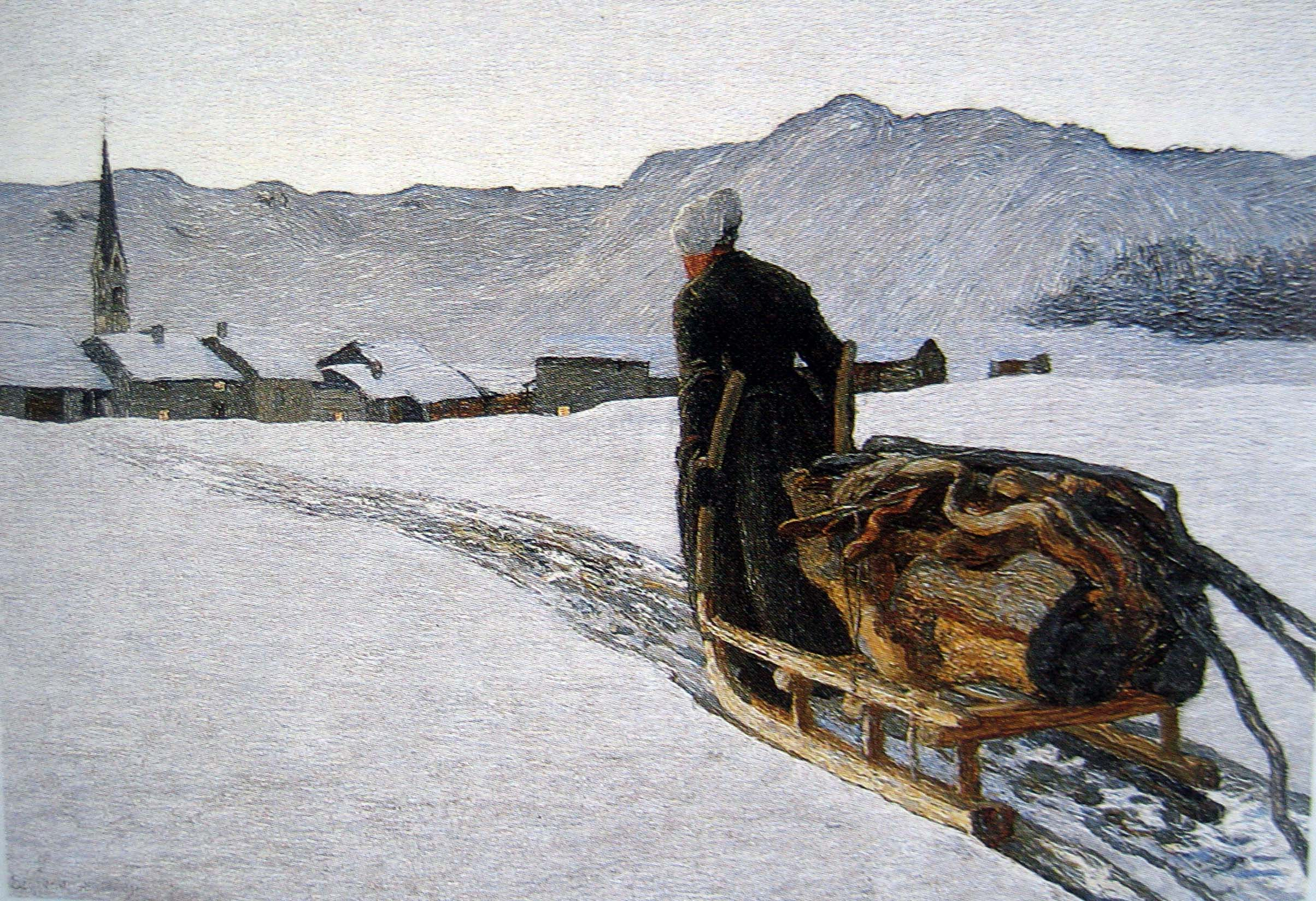
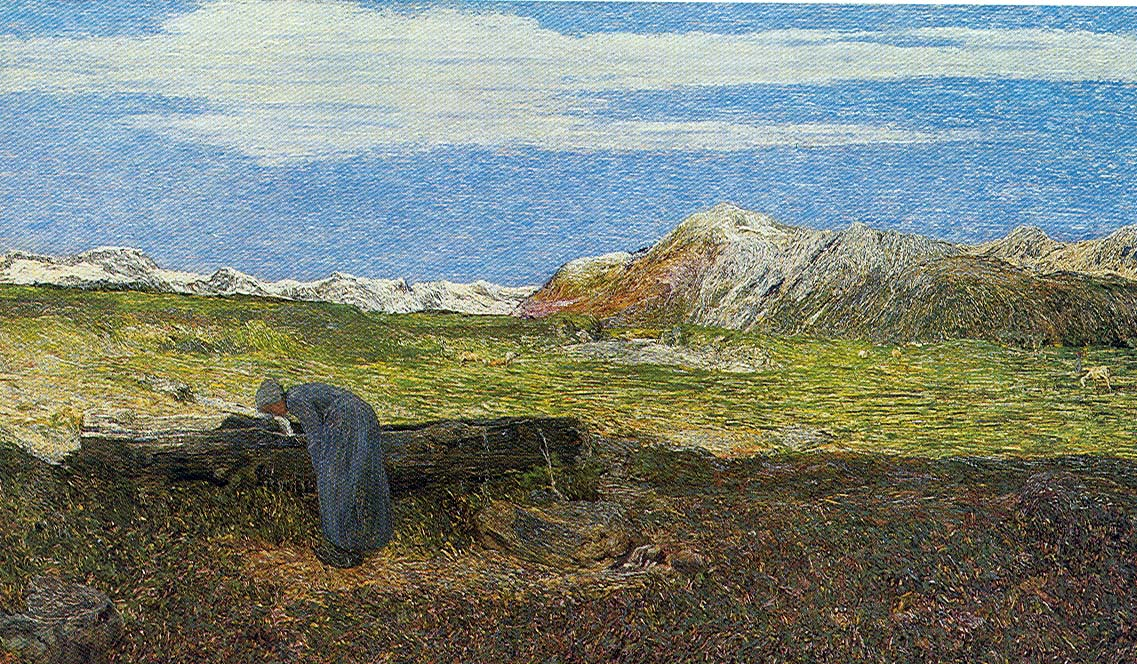
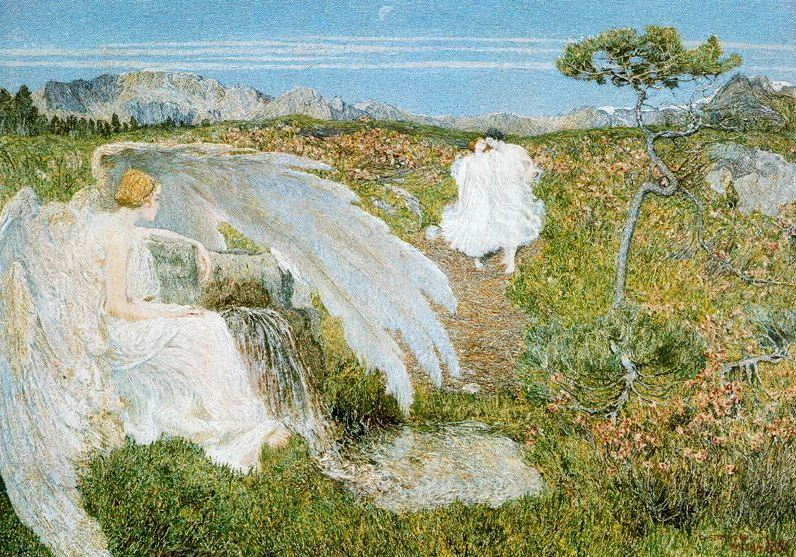
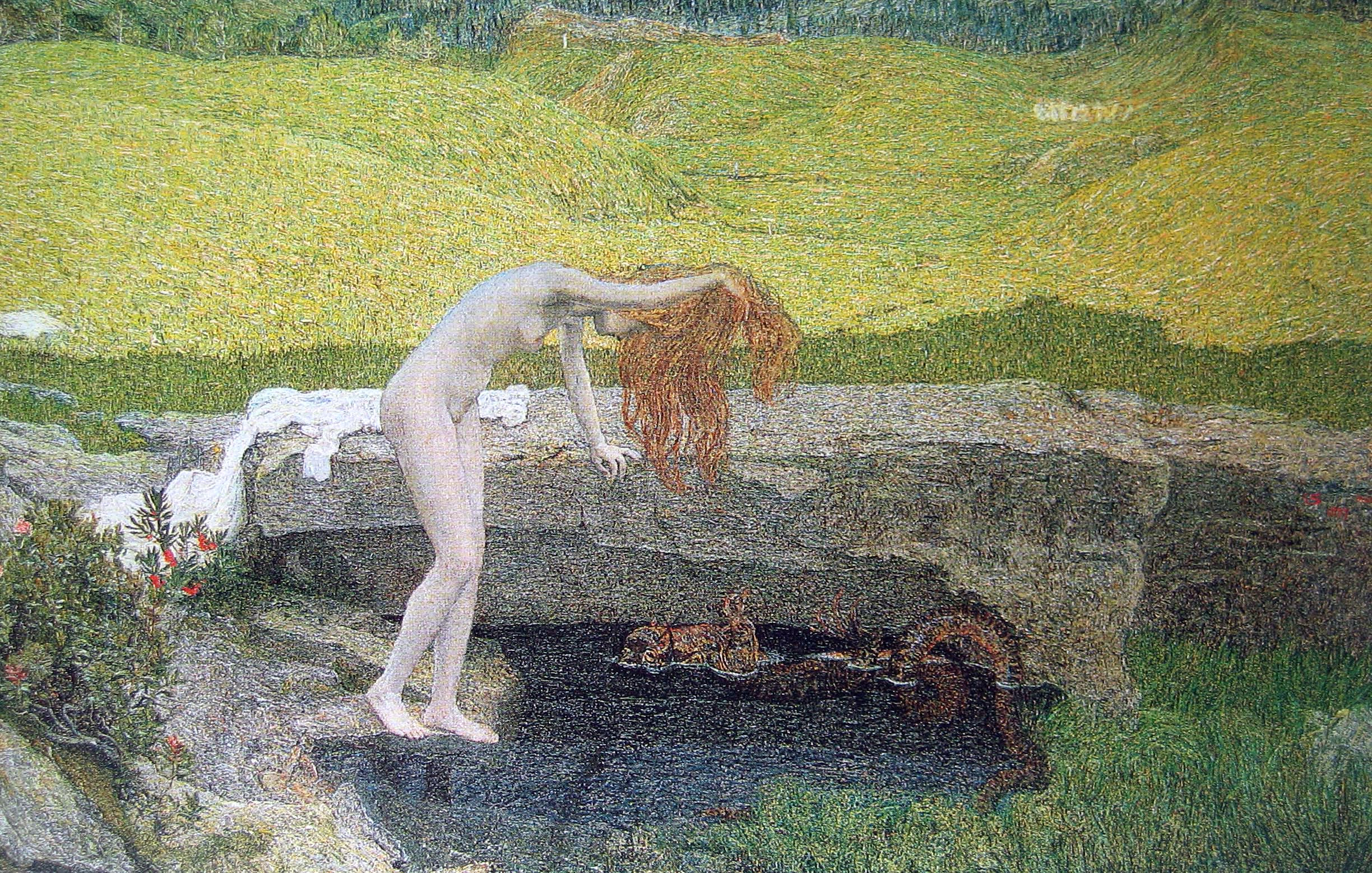
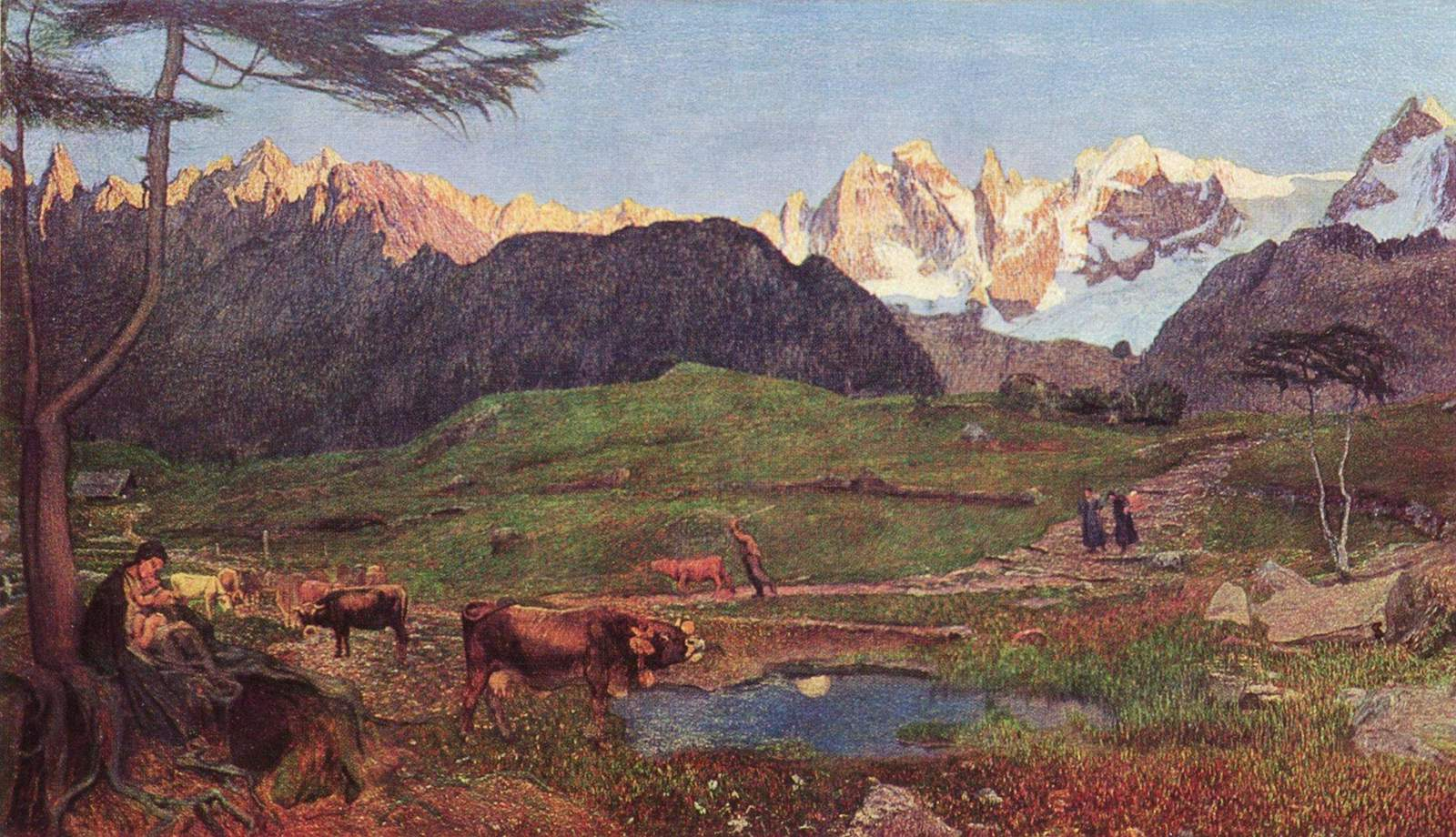
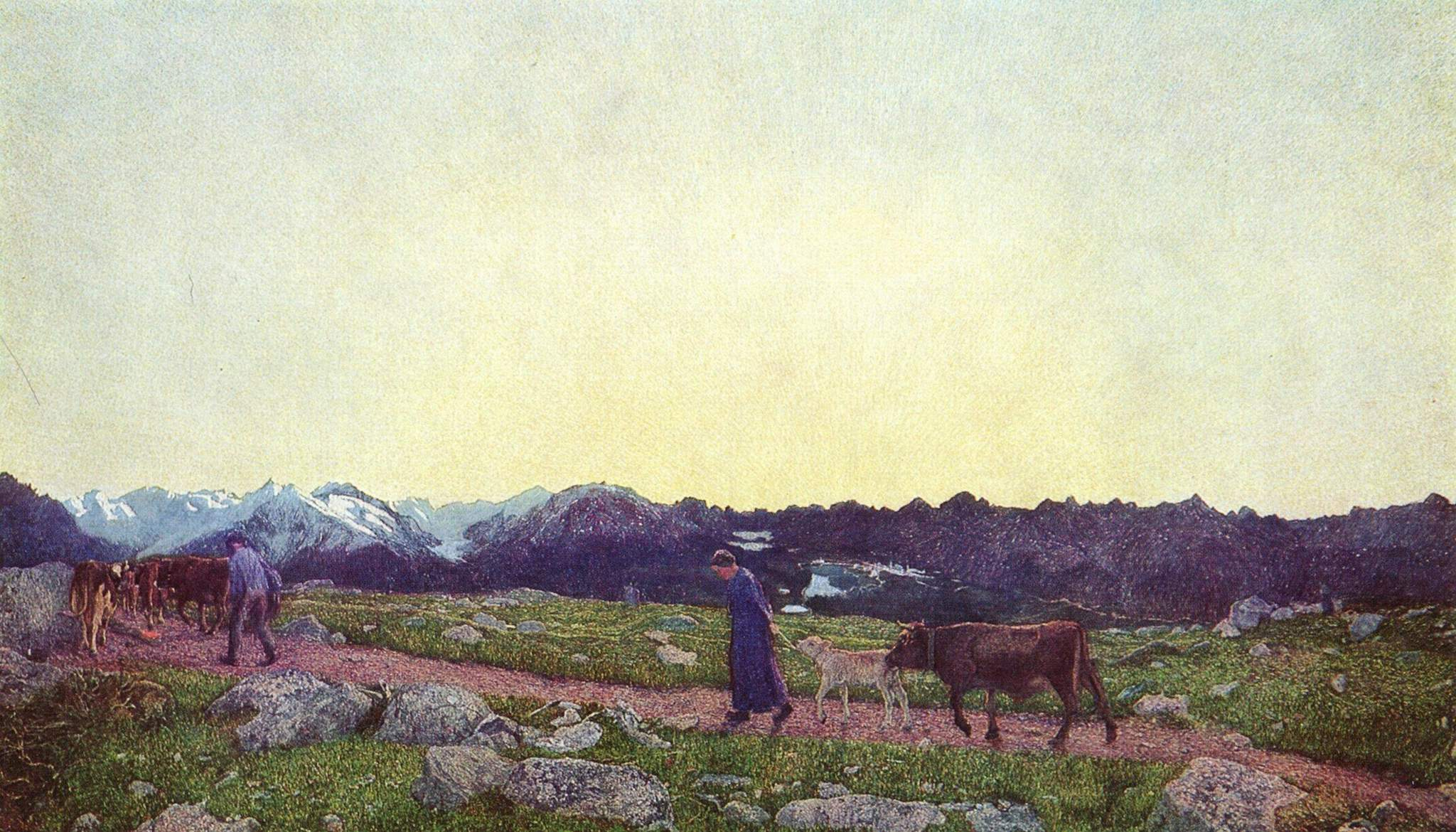
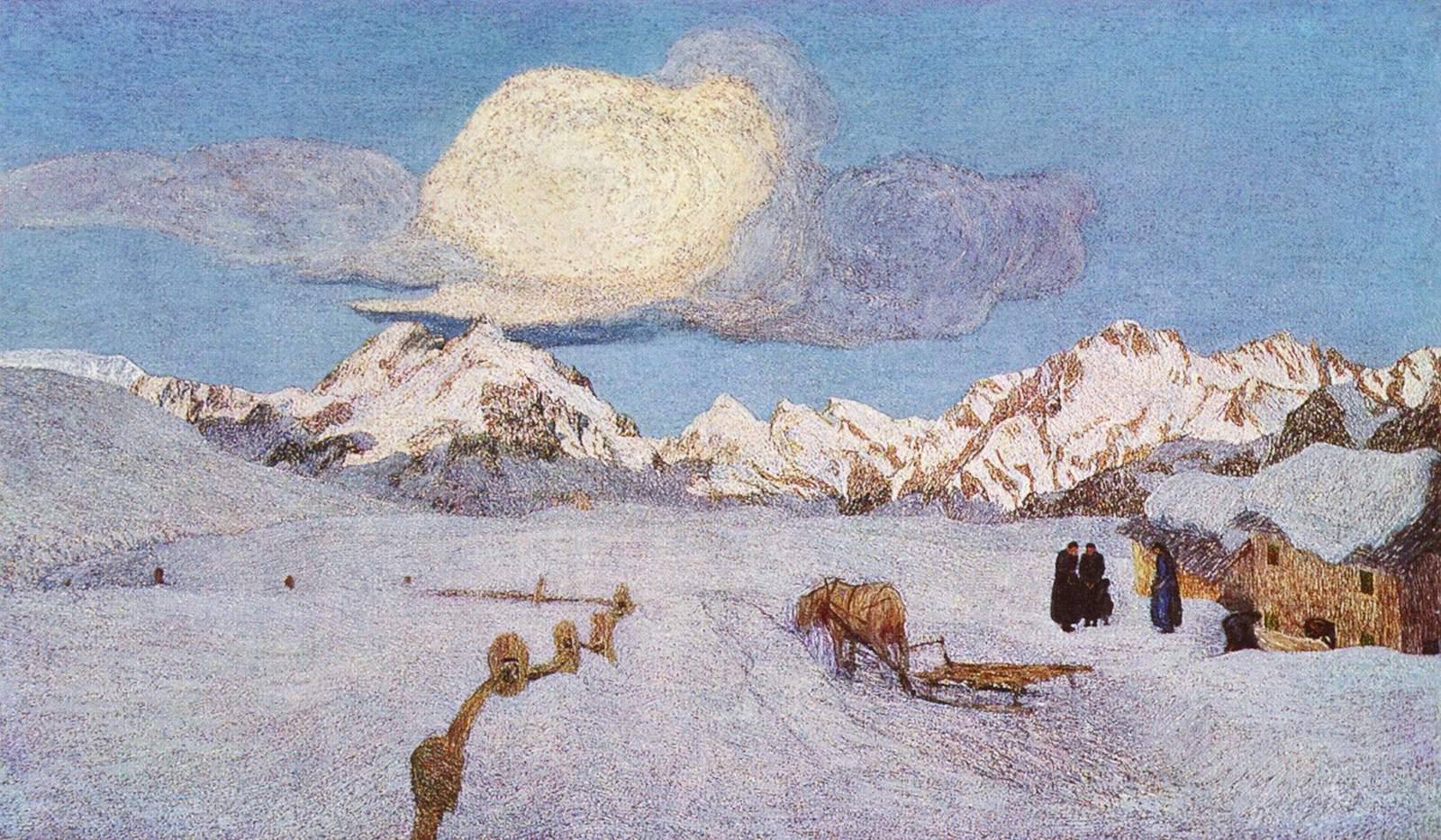
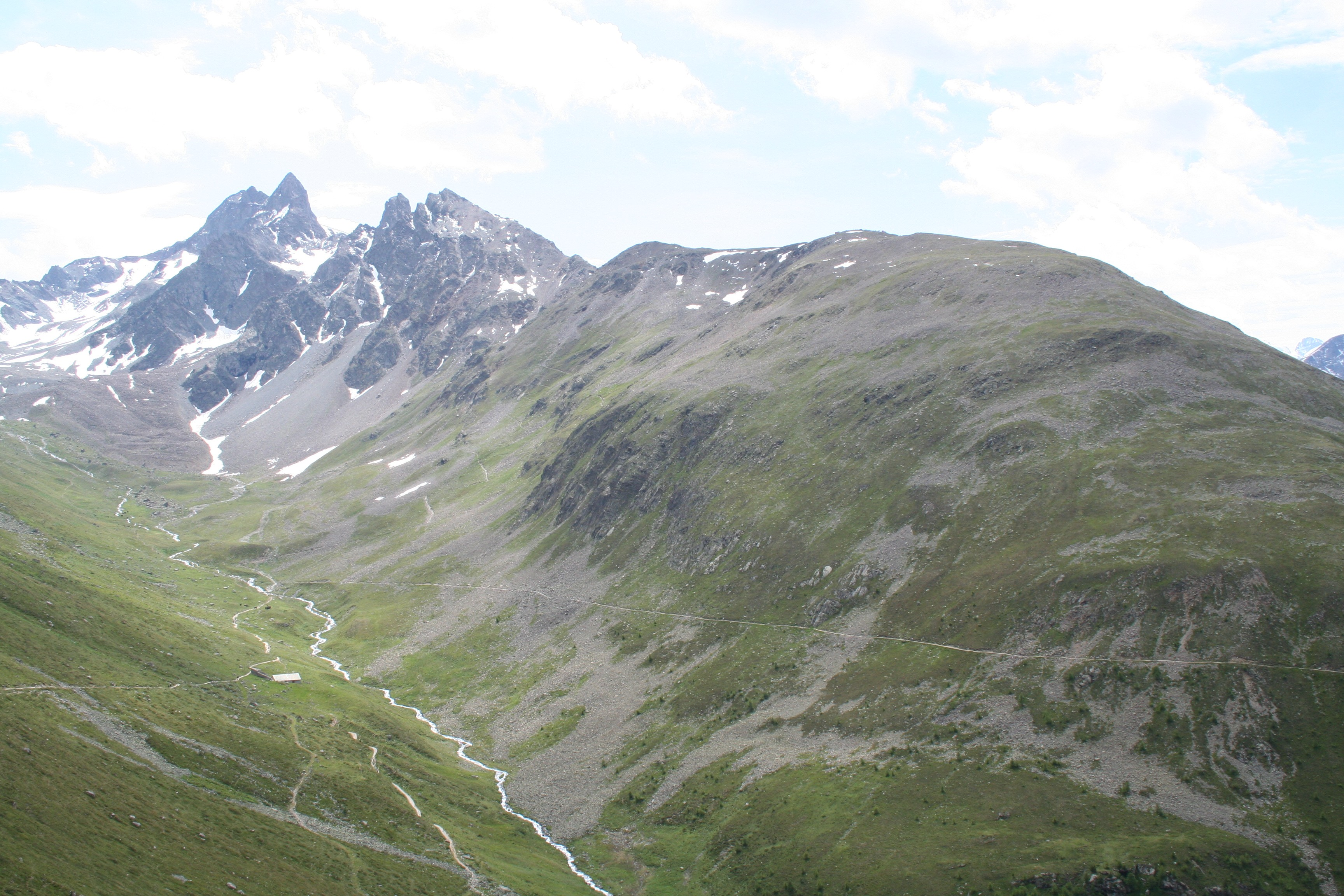